# La Escalera, Tabasco
La Escalera är en ort i Mexiko.   Den ligger i kommunen Macuspana och delstaten Tabasco, i den sydöstra delen av landet, 700 km öster om huvudstaden Mexico City. La Escalera ligger 23 meter över havet och antalet invånare är 2 052.
Terrängen runt La Escalera är mycket platt. Runt La Escalera är det ganska tätbefolkat, med 67 invånare per kvadratkilometer. Närmaste större samhälle är Macuspana, 11,8 km sydväst om La Escalera. Trakten runt La Escalera består till största delen av jordbruksmark.